# Palazzo Díaz
Il Palazzo Díaz (in spagnolo: Palacio Díaz) è uno storico edificio di Montevideo in Uruguay.

## Storia
L'edificio, progettato dagli architetti Gonzalo Vázquez Barrière e Rafael Ruano su domanda della famiglia Díaz, venne inaugurato nel 1929.
Le sue facciate sono state sottoposte a opere di restuaro tra il 2011 e il 2012.

## Descrizione
L'edificio presenta uno stile Art déco.

## Galleria d'immagini

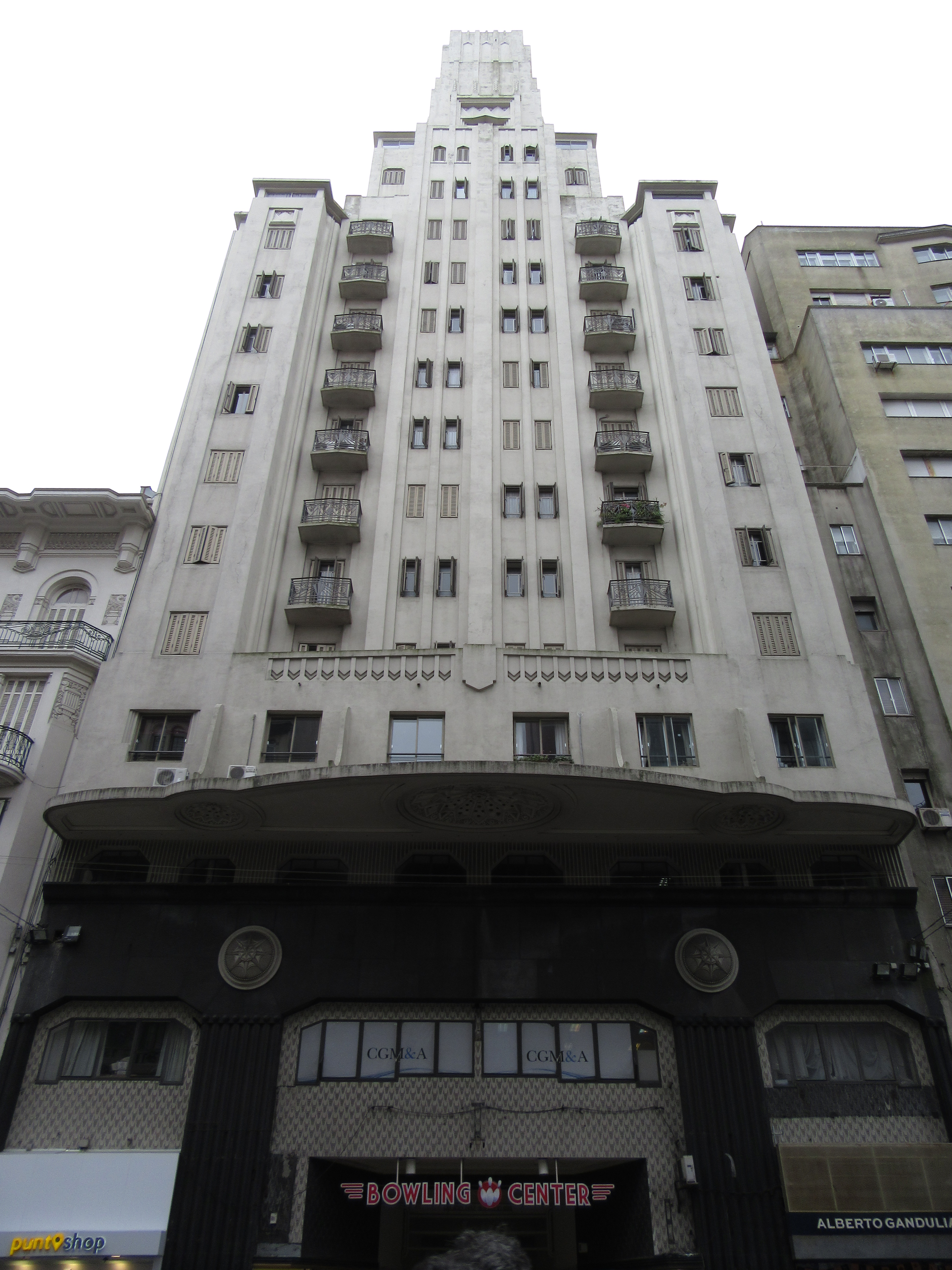
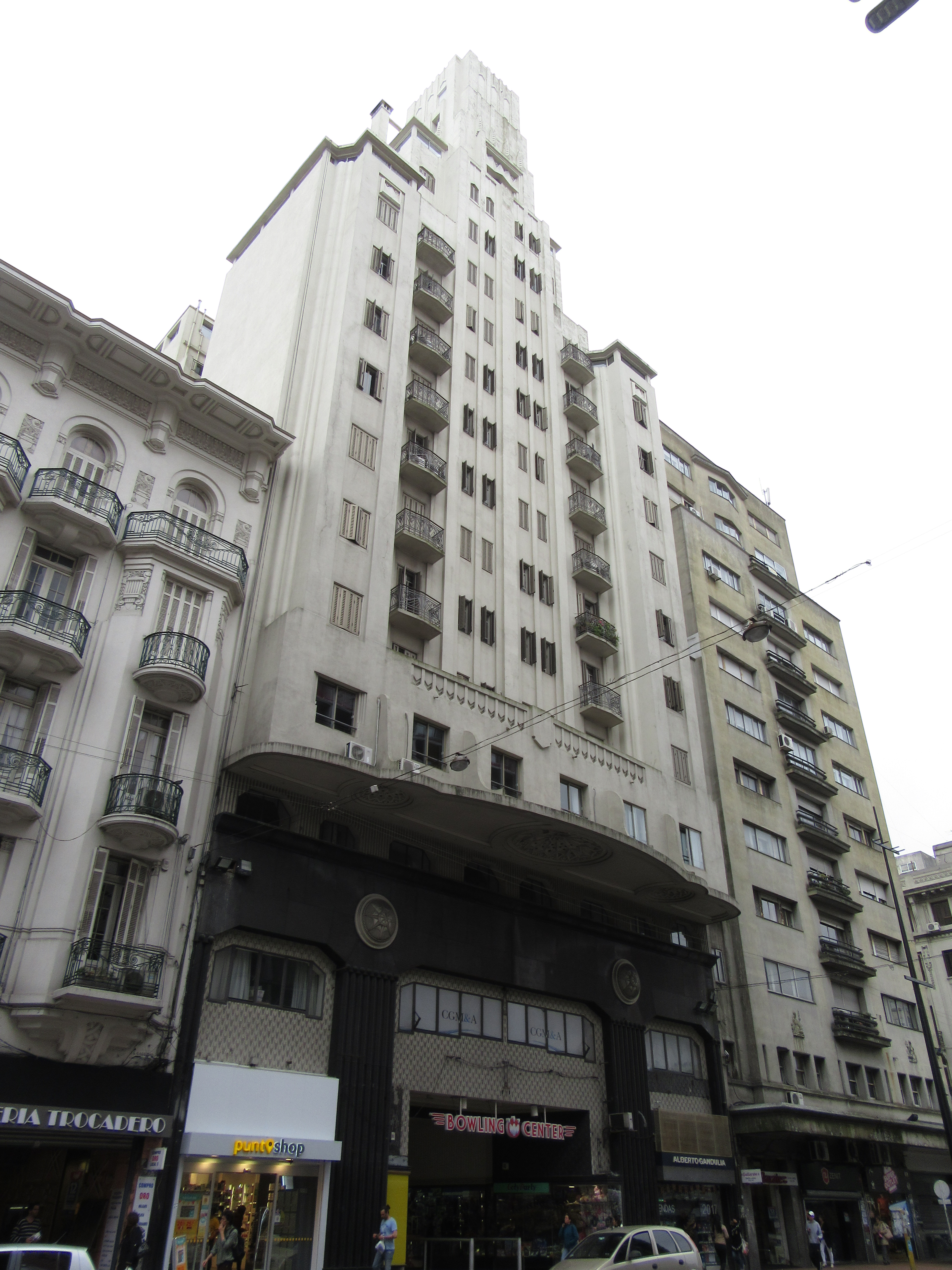